# Cream
Cream — британський рок-гурт, що стояв біля витоків напрямку блюз-рок. Сформований у 1966 році Еріком Клептоном, який на той час мав успішний досвід виступів у Yardbirds Джона Майала. До гурту долучились басист Джек Брюс і барабанщик Джинджер Бейкер. Вважається першим супергуртом у музичній індустрії. Звучання спиралося на майстерну гітарну гру Клептона і потужну ритм-секцію. Солідно скомпонована, професійна музика, що міститься лише на чотирьох студійних дисках відкривала всю свою привабливість на концертах. Імпровізаційна свобода усіх музикантів, поєднана із ансамблевою дисципліною чинила виступи гурту незабутнім видовищем.
Діяльність гурту видалася нетривалою. Три видатні музиканти, що мали різні музичні й світоглядні уподобання важко уживалися в одній групі. Група розпалася у 1968 році по двох роках діяльності. Останній концерт гурту Cream залишився однією з незабутніх подій історії року.
В 1993 гурт був занесений до Зали слави рок-н-ролу
.
У травні 2005 гурт зібрався у класичному складі, давши чотири концерти в Лондонсьокому Royal Albert Hall, де мав місце їх прощальний концерт 1968 року.

## Дискографія

### Студійні Альбоми
- Fresh Cream (1966)
- Disraeli Gears (листопад 1967)
- Wheels of Fire (1968)
- Goodbye (1969)

### Концертні Альбоми
- Live Cream (1970)
- Live Cream Volume II (1972)
- Royal Albert Hall London May 2-3-5-6 2005 (2005)

### Сингли
- «Wrapping Paper» / «Cat's Squirrel» — Жовтень 1966
- «I Feel Free» / «N.S.U» — Грудень 1966
- «Strange Brew» / «Tales of Brave Ulysses» — Червень 1967
- «Anyone For Tennis» / «Pressed Rat and Warthog» — Травень 1968
- «Sunshine of Your Love» / «S.W.L.A.B.R.» — Вересень 1968
- «Spoonful part 1» / «Spoonful part 2» — Вересень 1968
- «White Roomⓘ» / «Those Were The Days» — Січень 1969
- «Crossroads» / «Passing the Time» — Січень 1969
- «Badge» / «What a Bringdown» — Квітень 1969
- «Sweet Wine» / «Lawdy Mama» — Червень 1970

### Збірники
- Heavy Cream (1972)
- Strange Brew: The Very Best of Cream (1983)
- Creme de la Cream (1992)
- The Very Best of Cream (1995)
- Those Were the Days (1997)
- 20th Century Masters: The Millennium Collection: The Best of Cream (2000)
- BBC Sessions (2003)
- Cream Gold (2005)

## Цікаві факти
На честь групи названий персонаж (станд) Cream, який є другорядним антагоністом в манзі і аніме JoJo's Bizzare Adventure: Stardust Crusaders.